# Jim Pepper
Jim Pepper (ur. 18 czerwca 1941 w Salem, Oregon, zm. 10 lutego 1992 w Portland, Oregon) – amerykański Indianin, muzyk jazzowy z lat 70. i 80. XX w., nowatorski saksofonista, śpiewak i kompozytor.

## Życiorys
Północnoamerykański Indianin pochodzący z plemion Kaw i Czirokezów, urodzony w Portland w stanie Oregon. W młodości utalentowany tancerz na pow-wow, sportowiec i aktor, w wieku 15 lat sięgnął po saksofon i poświęcił się grze. Z czasem stał się muzycznym pionierem gatunku jazz-rock fusion (JRF), skutecznie bodaj jako pierwszy łączącym muzykę tubylczych Amerykanów z jazzowymi aranżacjami. Muzyczny samouk, wychowany na tradycyjnych pieśniach religijnych pejotystów, śpiewanych przez jego ojca Gilberta i dziadka Ralpha, wracających często na spotkania członków plemienia Indian Kaw w rodzinnej Oklahomie, na rytmach ceremonialnych tańców typu stomp dance oraz tubylczych wersjach hymnów baptystów, śpiewanych przez matkę Floy, Czirokezkę. W latach 60. grywał z różnym powodzeniem w nowojorskich klubach jazzowych i rockowych, m.in. z eksperymentalnymi grupami Free Spirit i Everything is Everything (jego niespotykane dotąd na koncertach rockowych 20-minutowe solo na saksofonie rozpoczynało wówczas wiele koncertów).
Za namową Ornette’a Colemana motyw jednej z tubylczych pieśni Pepper wykorzystał w utworze „Witchi Tai To”, który jako pierwszy trafił tak na jazzowe, jak i na popularne listy przebojów w USA, i był później grany przez wielu artystów (np. przez Joy Harjo, poetkę i artystkę jazzową z plemienia Krików Muscogee). Jego pierwszym albumem był Pepper’s Pow Wow (Atlantic Records) z 1971 roku (z udziałem jego ojca Gila), a pod tym samym tytułem nakręcono później film dokumentalny o muzyku. Rozczarowany chłodnym początkowo przyjęciem albumu w 1971 opuścił Nowy Jork na 11 lat.
Na albumie Comin’ and Goin' z 1983 roku, na którym Pepper grał na saksofonie i śpiewał, wystąpili tak znani muzycy, jak Don Cherry i Colin Walcott.
Przez blisko trzy dziesięciolecia koncertował po USA, Europie i Afryce, występując m.in. z takimi gwiazdami, jak Jimi Hendrix, Jim Morrison, Bob Moses, Larry Coryell, Charlie Haden i „Paul Motian Quintet”. Od 1989 roku mieszkał w Wiedniu, gdzie jego oryginalna muzyka cieszyła się dużą popularnością. Po wykryciu białaczki powrócił na leczenie do Portland, lecz zmarł krótko potem, mając 50 lat, podczas przygotowań do nagrania albumu Remembrance.
Muzykę Peppera określano często jako nowatorską i egzotyczną, ale także prostą i zrozumiałą dla szerokich kręgów słuchaczy. Jako przecierający nowe szlaki artysta i człowiek sukcesu, stał się wzorem dla wielu młodych muzyków jazzowych i tubylczych Amerykanów. W 1999 roku Jim Pepper otrzymał pośmiertnie Nagrodę za Całokształt Osiągnięć Muzycznych (ang. Lifetime Musical Achievement Award) od organizacji First Americans in the Arts (FAITA), a w roku 2000, podczas 7. ceremonii wręczenia dorocznych nagród NAMA (Muzycznych Nagród Tubylczych Amerykanów, ang. Native American Music Awards), został wprowadzony do Panteonu Sławy NAMA. W 2005 Leroy Vinnegar Jazz Institute i Oregon Cultural Heritage Commission wybrały Peppera na Jazzowego Muzyka Roku podczas Festiwalu Jazzowego w Portland (ang. Portland Jazz Festival).

## Dyskografia
- The Free Spirits: Out of sight and sound. ABC 593 (1967)
- The Free Spirits: Tattoo Man/Girl of the Mountain. (7" single). ABC Records 10872 (1967)
- Sandy Hurvitz: Sandy’s album is here at least. Verve V6-5064; Edsel 2782 399-2 (1967)
- Bob Moses: Love Animal. Amulet AMT011 (1967-1968, pierwsze wydanie 2003)
- Larry Coryell: Basics. Vanguard VSD 79375 (1968)
- Keith Jarrett: Foundations. (2-CD). Rhino R2-71593 (1968)
- Larry Coryell: Coryell. Vanguard VSD 6547; King Records, KICJ 8024, King Records KICP 777 (1969)
- The Fugs: The Belle of Avenue A. Reprise RS 6359 (1969)
- Chris Hills: Everything is everything. Vanguard VSD 6512; Vivid Sound VSCD 708 (NKDD 376) (1969)
- Everything is everything: Witchi Tai To/Oooh baby. (7" single). Vanguard VRS-35082 (1969)
- Peter Walker: Second poem to Karmela. Vanguard VSD 79282 (1969)
- Jim Pepper: Pepper’s Pow Wow. Embryo SD 731; Atlantic 2400 149 (1971)
- Pygmy Unit: Signals from Earth. (edycja prywatna) LPS-3460 (US) (1974)
- Cam Newton: Welcome Aliens – Party music for the first authentic landing. Inner City IC 1079 (1979)
- Archie James Cavanaugh: Black and white raven. BWR-LP-001; Vivid Sound VSCD 077 (1980)
- Bob Moses: When elephants dream of music. Gramavision GR 8203; Gramavision 8121 79491-2 (1982)
- Gordon Lee Quartet: Land whales of New York. Gleeful (US); TUTU 888 136-2 (1982)
- Charlie Haden-Carla Bley: Ballad of the fallen. ECM 1248 (1982)
- Jim Pepper: Comin’ and goin'. Europa JP 2014; Antilles/Island ANCD8706 (1983)
- Jim Pepper: Witchi tai to/Malineya. (7" single). Europa JP S1 (1983)
- Jim Pepper: Witchi tai to/Ya na ho. (7" single). Antilles (1983)
- Paul Motian: The story of Maryam. Soul Note SN 1074 (1983)
- Paul Motian: Jack of clubs. Soul Note SN 1124 (1984)
- Alaska Hit Singles. AHS-001 (składanka, zawiera Polar bear stomp Peppera) (1984)
- Paul Motian: Misterioso. Soul Note SN 1174 (1986)
- Nana Simopoulos: Wings and air. ENJA 5031 (1986)
- Mal Waldron: Mal, dance and soul. TUTU 888 102 (1987)
- Marty Cook: Nightwork. ENJA 5033 (1987)
- Jim Pepper: Dakota song. ENJA 5043 (1987)
- Mal Waldron: Art of the duo. TUTU 888 106 (1988)
- Marty Cook: Red, white, black & blue. ENJA 5067; TUTU 888 174 (1988)
- Jim Pepper: The path. ENJA 5087 (1988)
- Internationales Jazzfestival Muenster. (składanka) TUTU 888 110-2 (1988)
- Jim Pepper: Bear tracks. Extraplatte EX-316151 (1988)
- Ray & The Wolf Gang: The blues can’t turn you loose. Gray Cats Music Productions (1988-1989)
- Tony Hymas: Oyate. (2-CD). Nato 669-003/973813 (1988/1990)
- Jim Pepper/Christian Spendel: West End Avenue. Nabel CD 4633 (1989)
- Jim Pepper/Claudine Francois Trio: Camargue. Pan Music PMC 1106 (1989)
- Jim Pepper: Flying Eagle. Live at New Morning, Paris. TUTU 888 194-2 (1989)
- Mal Waldron Quartet: Quadrologue at Utopia, Vol. 1. TUTU 888 118-2 (1989)
- Mal Waldron Quartet: The Git-Go at Utopia, Vol. 2. TUTU 888 148-2 (1989)
- Mal Waldron: Devils and hymns. High Tide TIDE 9163-2 (1989)
- Jim Pepper: Remembrance. TUTU 888 152-2 (1990)
- David Friesen: Remembering the moment. Soul Note SN 1278-2 (1990)
- World Music Orchestra: East West Suite. Granit Records GR 90010 (1990)
- Jim Pepper Trio: Polar bear stomp. Universal 986 551-6 (1991)
- Jim Pepper: Indoafrican Blues. PAO Records 10330 (1991)
- PAO To The People 2003. PAO Records 10980 (1991)
- Tom Grant: The view from here. Verve Forecast 517 657-2 (1993)
- Jim Pepper: Pepper’s Pow Wow. (film dokumentalny wideo). Upstream Productions (1996)
- Witchi-Tai-To. The Music of Jim Pepper. (2-CD) TUTU 888 204 (2002)